# Rivoluzione di agosto
La rivoluzione di agosto (in lingua vietnamita: Cách mạng tháng Tám) fu l'insurrezione del popolo del Vietnam che ebbe luogo nell'agosto fino al 2 settembre del 1945. Fu organizzata dal movimento Viet Minh, egemonizzato dal Partito Comunista Indocinese di Ho Chi Minh, dopo che alla fine della seconda guerra mondiale si era creato un vuoto di potere nel Paese con la resa del Giappone, il cui esercito nel marzo precedente aveva occupato l'Indocina francese ed aveva disarmato e imprigionato i colonizzatori europei. Entro fine mese, i Viet Minh si assicurarono il controllo di gran parte del Paese e, il 2 settembre, Ho Chi Min proclamò l'istituzione della Repubblica Democratica del Vietnam e l'indipendenza nazionale.

## Premesse
La Francia aveva conquistato il Vietnam tra il 1858 ed il 1885. L'occupazione della Cambogia fu portata a termine nel 1906 e quella del territorio dell'odierno Laos nel 1907. Fondata nel 1887 con capitale a Saigon, la federazione coloniale Indocina francese assorbì gradualmente tutti i territori conquistati nella regione. Nel 1902 la capitale fu spostata ad Hanoi. Le prime organizzazioni anti-colonialiste indocinesi nacquero in Vietnam agli inizi del XX secolo ed erano di stampo monarchico e illuminista. Le prime dimostrazioni ebbero luogo nel 1908 e furono duramente represse dal governo coloniale. Al termine della prima guerra mondiale, le ribellioni cominciarono anche tra i vietnamiti arruolati nell'esercito coloniale. Vi partecipò anche il giovane imperatore vietnamita Duy Tân, che fu catturato e deportato nella remota isola della Reunion. Tra i più importanti capi delle rivolte vi fu Phan Bội Châu, che preparò l'insurrezione sotto il profilo politico e militare ma fu catturato e messo agli arresti domiciliari a vita nel 1925.

### Nascita del movimento comunista
Nel 1925, l'espatriato comunista vietnamita Ho Chi Minh fondò in Cina la Lega della Gioventù Rivoluzionaria (Thanh Nien Cach Menh Dong Chi Hoi), allo scopo di esercitare giovani patrioti vietnamiti alla rivoluzione. In quel periodo fondò anche la Lega della Gioventù Comunista (Thanh Nien Cong San Doan), ma fu costretto alla fuga in Russia nel 1927 quando il leader nazionalista cinese Chiang Kai-shek ruppe l'alleanza con i comunisti. Negli anni successivi si crearono segretamente diverse organizzazioni comuniste in Vietnam, che furono unificate nel febbraio del 1930 con la fondazione a Hong Kong del Partito Comunista del Vietnam, ribattezzato poco tempo dopo Partito Comunista Indocinese (PCI) per coinvolgere anche le popolazioni di Laos e Cambogia.
Nei mesi che seguirono, i comunisti ingrossarono rapidamente la propria base raccogliendo nuovi membri soprattutto tra le fasce più povere della popolazione, e in estate fu organizzata la prima grande rivolta anti-francese nelle province centro-settentrionali di Nghe An e Nghe Thin. La risposta delle autorità coloniali fu durissima e la repressione causò moltissime vittime tra i manifestanti e gran parte dei vertici del partito furono arrestati in tutto il Vietnam e all'estero.

### Fondazione del movimento Viet Minh
Il periodo che seguì fu di paziente ricostruzione, attraverso l'educazione dei membri del partito e con l'acquisizione di nuovi membri. Al primo Congresso nazionale del PCI svoltosi a Macao nel 1935, emerse l'indicazione data dal Comintern di cercare l'alleanza con i partiti nazionalisti in Indocina per fare un fronte unito anti-colonialista. Una svolta nella lotta comunista di liberazione si ebbe con lo scoppio della seconda guerra mondiale, in particolare dopo l'invasione tedesca della Francia, che indebolì il governo dell'Indocina Francese privandolo di gran parte dei rifornimenti. Il governo di Vichy fu costretto a sottostare alle richieste dell'Impero del Giappone nel 1940, permettendo alle truppe di Tokyo di stazionare in Indocina in cambio del riconoscimento giapponese della sovranità francese sulla regione. Il ridimensionamento dei francesi permise ai comunisti delle province settentrionali di organizzarsi al meglio sulle montagne ma a sud il movimento subì enormi perdite.
Nel febbraio del 1941, dopo trent'anni di assenza, Ho Chi Minh rientrò segretamente in patria ed organizzò un quartier generale nelle grotte di Pac Bo, vicino alla frontiera cinese, dove in marzo si tenne l'ottava sessione plenaria del partito. Fu in tale circostanza che venne fondato il movimento Viet Minh, un progetto egemonizzato dal PCI a cui potevano accedere i patrioti vietnamiti di qualsiasi ideologia, pronti a fare un fronte comune per l'indipendenza. Il progetto intese creare un'unità tra le masse rurali e il nazionalismo della classe media urbana. Negli anni successivi, i Viet Minh espansero i territori sotto il proprio controllo nella regione settentrionale di Viet Bac, malgrado Ho Chi Minh fosse stato catturato in Cina dove fu detenuto per circa due anni prima di riunirsi alla lotta nel 1944.

### Occupazione giapponese del 1945
Con la riorganizzazione della Francia nel movimento anti-nazista France Libre guidato dal generale de Gaulle, il 9 marzo 1945 i giapponesi occuparono militarmente l'intera Indocina francese e crearono l'Impero del Vietnam, uno Stato fantoccio indipendente ma sotto la propria tutela. A capo dello Stato fu posto l'Imperatore vietnamita Bảo Đại e a primo ministro l'intellettuale Trần Trọng Kim. Il trattato del 1883 con cui era stato imposto il protettorato sul Vietnam fu dichiarato nullo e i francesi furono imprigionati o costretti alla fuga nelle zone rurali. La situazione dell'Impero giapponese era comunque ormai compromessa nel quadro del conflitto mondiale, e il Partito Comunista Indocinese trasse profitto dal disarmo dei francesi e dal fatto che il controllo dei giapponesi si limitava ai maggiori centri urbani. I giapponesi divennero il nuovo nemico da scacciare ed il piano di attuazione consisteva nel prendere prima il controllo delle campagne e poi avanzare verso i centri urbani. Tra i vari comandanti che si distinsero in questo periodo vi fu il comunista Võ Nguyên Giáp, che avrebbe avuto un ruolo centrale nella politica del Paese nei decenni successivi.
Il popolo vietnamita rispose in massa alle sollecitazioni dei comunisti un po' ovunque, formando nuovi gruppi e organizzazioni di resistenza; ad Hanoi furono reclutati 2 000 nuovi operai, 100 000 contadini si unirono nella Provincia di Quang Ngai. Un'organizzazione comunista giovanile reclutò 200 000 combattenti a Saigon, che presto divennero un milione nell'intera Cocincina. Fu affidato al generale Giap il comando del neonato Esercito di Liberazione del Vietnam, il nucleo di quello che sarebbe diventato l'Esercito Popolare Vietnamita.
Nel giugno del 1945, Viet Minh si era compiutamente organizzato nella zona di Viet Bac sia a livello militare che amministrativo. Aveva iniziato la ridistribuzione delle terre che erano state dei francesi ai contadini più poveri, erano state abolite le corvée, istituiti corsi per l'istruzione popolare e annunciati il suffragio universale e le libertà democratiche. A capo del direttivo fu posto Ho Chi Minh, e i territori liberati di Viet Bac contavano su un milione di abitanti. A sud era più esteso il controllo dei giapponesi, che potevano contare sull'appoggio di grosse sette buddhiste locali. I comunisti erano comunque in crescita con diverse organizzazioni nel sud, tra cui le maggiori erano la Gioventù d'Avanguardia e la Federazione dei Sindacati Vietnamiti.

## Rivoluzione di agosto e indipendenza
Il 13 agosto 1945, subito dopo i bombardamenti atomici di Hiroshima e Nagasaki con cui gli Alleati piegarono definitivamente il Giappone, il comitato centrale del PCI riunito a Tan Trao diede indicazioni di dare il via all'insurrezione generale durante il Congresso Nazionale di Viet Minh, e istituì un comitato rivoluzionario alla cui guida fu posto il segretario del PCI Trường Chinh. Il 16 agosto, il Congresso di Viet Minh ratificò le decisioni prese a Tan Trao; a capo del nuovo Comitato di Liberazione Nazionale, che rappresentava il governo provvisorio, fu posto Ho Chi Minh (gravemente malato in quel periodo). Il giorno dopo fu ufficialmente adottata la bandiera rossa con la stella gialla, e Ho lesse un appello alla Nazione per aderire all'insurrezione.
Il 15 agosto, l'imperatore Hirohito aveva annunciato la resa del Giappone; la notizia si diffuse ad Hanoi il 16 e subito il comando militare giapponese locale consegnò il potere alle autorità vietnamite, che il giorno dopo furono deposte dalle forze Viet Minh. I rivoluzionari si armarono e la mattina seguente fu proclamato a una folla di 200 000 cittadini ad Hanoi l'inizio della rivolta. La folla occupò i principali edifici di potere senza incontrare resistenze; la vittoria ad Hanoi si estese subito agli altri capoluoghi delle province del Tonchino, che a loro volta occuparono le sedi dell'amministrazione. In Annam e in Cocincina, malgrado il PCI non avesse potuto espandersi come al nord, Huế e Saigon seguirono la sorte di Hanoi nel giro di pochi giorni. Il 25 agosto, l'imperatore Bảo Đại fu costretto ad abdicare. Le principali resistenze incontrate dai Viet Minh, ad opera dei gruppi buddhisti Hoa Hao e Cao Dai che cercavano di affermarsi in ambiti locali, si registrarono nel Delta del Mekong, dove in settembre iniziarono scontri armati.
Il 28 agosto Ho Chi Minh annunciò ad Hanoi, nuovo quartier generale Viet Minh, la formazione del governo provvisorio nazionale del quale era presidente e ministro degli Esteri, Giap era ministro degli Interni e Pham Van Dong delle Finanze, mentre il deposto imperatore fu nominato consigliere. Il 2 settembre, Ho Chi Min proclamò ad Hanoi davanti a mezzo milione di vietnamiti l'istituzione della Repubblica Democratica del Vietnam e chiuse il discorso con l'appello di riconoscere l'indipendenza del Paese alle forze alleate, vittoriose nel conflitto mondiale.

## Sviluppi successivi
In conformità con gli accordi siglati a luglio dai rappresentanti degli alleati alla Conferenza di Potsdam, un esercito di 180 000 cinesi del Kuomintang di Chiang Kai-shek entrarono nel nord del Vietnam a inizio settembre per disarmare i giapponesi. Ho Chi Minh ordinò di evitare scontri armati e ne approfittarono i nazionalisti vietnamiti, appoggiati dai cinesi, che ottennero di entrare in un governo di coalizione capeggiato da Ho e con vicepresidente il leader nazionalista Nguyen Hai Than. Furono fissate elezioni generali per gennaio, per le quali 70 dei 350 seggi sarebbero spettati ai nazionalisti, e gli altri a chi veniva eletto, compresi gli stessi nazionalisti.

### Ritorno dei francesi
Difficoltà maggiori per i comunisti vi furono al sud, dove i francesi furono liberati dalle carceri dai britannici, ai quali la Conferenza di Potsdam aveva delegato per il sud del Paese compiti analoghi a quelli assegnati ai cinesi per il nord. I francesi occuparono Saigon e si mossero poi verso il delta, dove la presenza delle sette buddhiste costrinse i comunisti a rifugiarsi nelle aree più remote.
Alle elezioni di gennaio ad Hanoi vi fu il trionfo dei candidati del Viet Minh, ma l'imminente arrivo a nord di truppe francesi, previsto per marzo, costrinse Ho a negoziare con gli stessi francesi. L'accordo stabilì l'accettazione degli europei del nuovo Stato vietnamita, a cui fu concesso di avere il proprio esercito, organi legislativi e potere sulle finanze, in cambio i vietnamiti dovettero concedere il dispiegamento di alcune forze armate francesi nel nord e riconoscere di far parte dell'Unione francese, il nuovo organismo coloniale globale che sostituì quelli locali precedenti, tra i quali l'Indocina francese. Fu inoltre previsto un referendum per l'unificazione da tenersi in Cocincina. I termini dell'accordo furono visti nel Paese come una sconfitta, ma Ho temeva che le forze vietnamite fossero ancora troppo deboli per rifiutare i compromessi. Poco dopo, 15 000 soldati francesi arrivarono in Tonkino e nel nuovo incontro per definire meglio i termini dell'accordo, che si tenne in primavera in Francia a Fontainebleau, Ho firmò un accordo temporaneo che conteneva vaghe promesse per un trattato definitivo da negoziare nel gennaio del 1947.

### Guerra d'Indocina
Nel 1946, Ho Chi Minh cercò invano una mediazione tra i francesi e l'ala più intransigente del partito, ma la situazione precipitò verso fine anno. I frequenti scontri che si verificarono tra le forze indipendentiste e quelle coloniali ad Haiphong, furono puniti dai francesi con il bombardamento della città in novembre, che causò una perdita di vite umane stimata tra le 6 000 e le 20 000 Nel centro e nel nord del Paese i contingenti francesi furono rinforzati con l'arrivo di 10 000 soldati della legione straniera e i patrioti vietnamiti si prepararono alla guerra. Il 19 dicembre, alla richiesta dei francesi di consegnare le armi e il controllo di Hanoi, i vietnamiti risposero attaccando la centrale elettrica cittadina e postazioni francesi. Fu l'inizio della guerra d'Indocina, le truppe coloniali occuparono l'aeroporto di Gia Lam e presero il controllo del centro della città.
L'offensiva francese portò alla conquista di tutti i capoluoghi di provincia in mano ai Viet Minh, che evitarono lo scontro aperto e si attestarono nelle zone rurali, esercitando gli effettivi ad azioni di guerriglia. A sud, l'intransigenza dei comunisti del Comitato per il sud, li isolò dal resto del Paese e li confinò in piccole aree liberate nelle zone più remote. Nell'autunno del 1947, le truppe francesi si spinsero verso il confine cinese e ripresero il controllo di buona parte della zona di Viet Bac. Il conflitto ebbe fasi alterne nel periodo successivo, durante il quale si ingrossò il numero degli effettivi dei Viet Minh e del PCI. L'evento che avrebbe cambiato la storia del conflitto fu la vittoria nel 1949 delle forze maoiste nella guerra civile cinese. I comunisti presero il controllo della Cina, grazie anche agli aiuti sovietici, costringendo in ottobre i nazionalisti di Chiang Kai-shek a rifugiarsi nell'isola di Taiwan. Nel 1950, la neonata Repubblica Popolare Cinese riconobbe la Repubblica Democratica del Vietnam, mentre gli Stati Uniti riconobbero lo Stato del Vietnam, lo Stato fantoccio creato dai francesi nel 1949 e capeggiato dall'ex imperatore Bao Dai.
Il modello di comunismo proposto da Mao Tse-tung fu lodato dai marxisti vietnamiti e, nel marzo del 1950, Ho Chi Min stipulò un accordo di cooperazione con il governo di Pechino, a cui fece seguito il riconoscimento sovietico del Vietnam liberato. Grazie anche agli aiuti dei comunisti cinesi e sovietici, i Viet Minh trionfarono nella guerra d'Indocina sconfiggendo le truppe coloniali francesi nella decisiva battaglia di Dien Bien Phu della primavera del 1954. Nel luglio dello stesso anno, alla Conferenza di Ginevra fu sancita l'indipendenza del Vietnam, che fu diviso in due Stati separati lungo il 17º parallelo, dove fu creata la zona demilitarizzata vietnamita. A nord fu riconosciuta la Repubblica Democratica del Vietnam, in mano ai comunisti, meglio conosciuta negli anni successivi come Vietnam del Nord, mentre a sud fu riconosciuto lo Stato del Vietnam, associato ai francesi e presieduto da Bảo Đại. I Viet Minh si impegnarono a ritirarsi nel nord e i francesi nel sud, con un impegno di entrambe le parti di tenere nel 1956 le elezioni che avrebbero riunificato il Paese.
Il declino dei francesi aveva intanto dato spazio nel sud a Ngô Đình Diệm, un cattolico anti-comunista che con l'appoggio degli statunitensi era diventato primo ministro e che organizzò un referendum nello Stato del Vietnam il 23 ottobre 1955. La consultazione, riguardante la scelta tra monarchia e repubblica, fu caratterizzata da frodi e prevaricazioni da parte della fazione di Diem e vide la schiacciante maggioranza esprimersi per la repubblica. Il 26 ottobre Diem si auto-proclamò primo presidente della neonata Repubblica del Vietnam, che sarebbe divenuta famosa come Vietnam del Sud. In tal modo si radicò l'influenza statunitense sul Vietnam a discapito dei francesi. Diem fece quindi annullare le elezioni del 1956 per l'unificazione, adducendo come scusa che il suo nuovo Stato non era presente a Ginevra quando fu firmato l'accordo che prevedeva le elezioni.